# Classe (matemàtiques)
Una classe, en teoria de conjunts i matemàtiques, és una col·lecció de conjunts o altres objectes matemàtics que poden ser definits sense ambigüitats per una propietat que comparteixen tots els seus membres.
Fora de la teoria de conjunts, la paraula "classe" s'utilitza de vegades com a sinònim de "conjunt". Aquest ús ve dels períodes històrics en què les classes i els conjunts no es distingien com ara ho fa la terminologia teòrica de conjunts moderna. Així, la definició precisa de "classe" depèn del context fundacional: A la teoria de Zermelo-Fraenkel, la noció de classe no està formalitzada, mentre que altres teories de conjunts, com la teoria de conjunts de Von Neumann-Bernays-Gödel, axiomatitza la noció de "classe".
Cada conjunt és una classe, no importa quina fundació es triï. Una classe que no és un conjunt (informalment en Zermelo-Fraenkel) s'anomena una classe pròpia, i una classe que és un conjunt de vegades s'anomena una classe petita. Per exemple, la classe tots els nombres ordinals, així com la classe de tots els conjunts, són classe pròpies en molts sistemes formals.

## Exemples
La col·lecció de tots els objectes algebraics d'un tipus donat habitualment és una classe. Exemples d'això inclouen la classe de tots els grup, la classe de tots els vectors a l'espai, i molts d'altres. En teoria de categories, una categoria la col·lecció d'objectes de la qual forma una classe correcta s'anomena una Categoria gran.
Els nombres surreals són una classe d'objectes que tenen la propietat de ser cos. Dins de la teoria de conjunts, moltes col·leccions de conjunts són classes correctes. Exemples d'això són la classe de tots els conjunts, la classe de tots els nombres ordinals i la classe de tots els nombres cardinals. Una forma de demostrar que una classe és correcte, és posar-la en bijecció amb la classe dels nombres ordinals.

## Paradoxes
La paradoxa de la teoria informal de conjunts pot ser explicada en termes d'una assumpció inconsistent que "totes les classes són conjunts". Amb una fundació rigorosa, aquestes paradoxes suggerixen demostracions que certes classes són correctes. Per exemple, la paradoxa de Russell suggereix una demostració que les classes de tots els conjunts que no contenen a si mateixes és correcte, i la paradoxa Burali-Forti suggereix que la classe de tots els nombres ordinals és correcte.

## Classes en teories formals de conjunts
La teoria de Zermelo-Fraenkel no formalitza la noció de classe, però poden ser descrites en metallenguatge com una classe equivalent de fórmules lògiques. Per exemple, si {\displaystyle {\mathcal {A}}} és una estructura interpretant ZF, llavors l'expressió en metallenguatge {\displaystyle \{x\mid x=x\}} s'interpreta en {\displaystyle {\mathcal {A}}} per la col·lecció de tots els elements del domini {\displaystyle {\mathcal {A}}}: això és, tots els conjunts d'{\displaystyle {\mathcal {A}}}. Per tant, podem identificar les "classes de conjunts" amb el predicat {\displaystyle x\!=\!x} o qualsevol altre predicat equivalent.
Ja que les classes no tenen cap estatus formal a la teoria ZF, els axiomes de ZF no s'apliquen a les classes. Tot i això, si s'assumeix un cardinal inaccessible k, llavors els conjunts del rang mínim d'un model ZF i els seus subconjunt poden ser tractats com "classes".